# Мамот, Евгений Александрович
Евгений Александрович Мамот — советский и молдавский композитор и хоровой дирижёр.
Родился 30 января 1941 года в селе Клокочениий Векь Глодянского района Молдавской ССР.
В 1963 году окончил Слободзейское музыкальное училище, работал учителем пения, затем директором музыкальной школы в Унгенах.
В 1968 году окончил Кишинёвский государственный институт искусств им. Гавриила Музическу, факультет хорового дирижирования по классу Е. М. Богдановского, а в 1984 году там же факультет композиции.
Работал специалистом Управления искусств Министерства культуры Молдавской ССР, руководителем хора Художественного академического лицея имени Игоря Виеру в Кишинёве, директором Республиканского центра народного творчества, главным редактором музыкального отдела радиовещания, директором Республиканского центра народного творчества.
С 1990 по 2006 год первый художественный руководитель и дирижёр музыкальной студии «Лиа-Чокырлия».
Профессор (1996), преподавал в Академии музыки имени Гавриила Музическу и в Государственном педагогическом университете имени Иона Крянгэ.
Автор около 300 вокально-симфонических, инструментальных, и хоровых произведений, а также песен для детей.
Заслуженный деятель культуры Молдавской ССР (1980). Заслуженный деятель искусств Республики Молдова (1992). Народный артист (2011). Награждён орденом «Gloria Muncii» (2001).
Умер 5 июня 2022 года от последствий коронавируса.
Публикации:
- О чем шепчет родник : Сб. песен на стихи Г. Виеру: Для пения (анс., хор) с сопровожд. фп. и без сопровожд. — Кишинев : Лит. артистикэ, 1985. — 71 с.
- Музыка : Учеб. для 3 кл. / С. Ф. Кроитору, Е. Ф. Корой, Е. А. Мамот. — Кишинев : Лумина, 1990. — 175 с.
- Поет «Мугурел» : Песни и хоры из репертуара нар. хорового коллектива «Мугурел»: Для дет. хора с сопровожд. ф.-п. и без сопровожд. / Сост. Е. Мамот, З. Ткач; Предисл. Т. Чебан; С издат аннот. — Киев : Муз. Украина, 1981. — 68 с.
- Mamot, E. Culoarea pământului: culegere de piese corale pentru voci egale cu acompaniament de pian. Chişinău: Grafema Libris, 2010.
- Mamot, E. Lia-Ciocârlia: creaţii corale pentru cor de voci egale. Chişinău: Primex-Com, 2010.
- Mamot, E. Vreau să cânt şi eu: culegere de cântece şi colinde pentru elevii claselor primare. Chişinău: Primex-Com, 2011.

Пластинки:
- Детский нар. хор юных художников Республиканской средней специальной художественной школы (г. Кишинев), худ. рук. Евгений Мамот, хормейстер Ирина Давыдова. С52—12965-6. 1979
- «Лия-Чокырлия», хоровая студия Республиканского Дворца пионеров и школьников Молдавской ССР, худ. рук. Валентин Будилевский. С50-18497 004. 1982.
- Хор Гостелерадио Молдавской ССР, худ. рук. Теодор Згуряну. С30 21541 008. 1985.
- Академ. хоровая капелла «Дойна», худ. рук. Вероника Гарштя. С10 26009 002. 1987.
- Детская хоровая студия Гостелерадио Молдавской ССР, худ. рук. Штефан Каранфил. «Люблю свой край». С50 28361 005. 1989.